# George H. Mahon

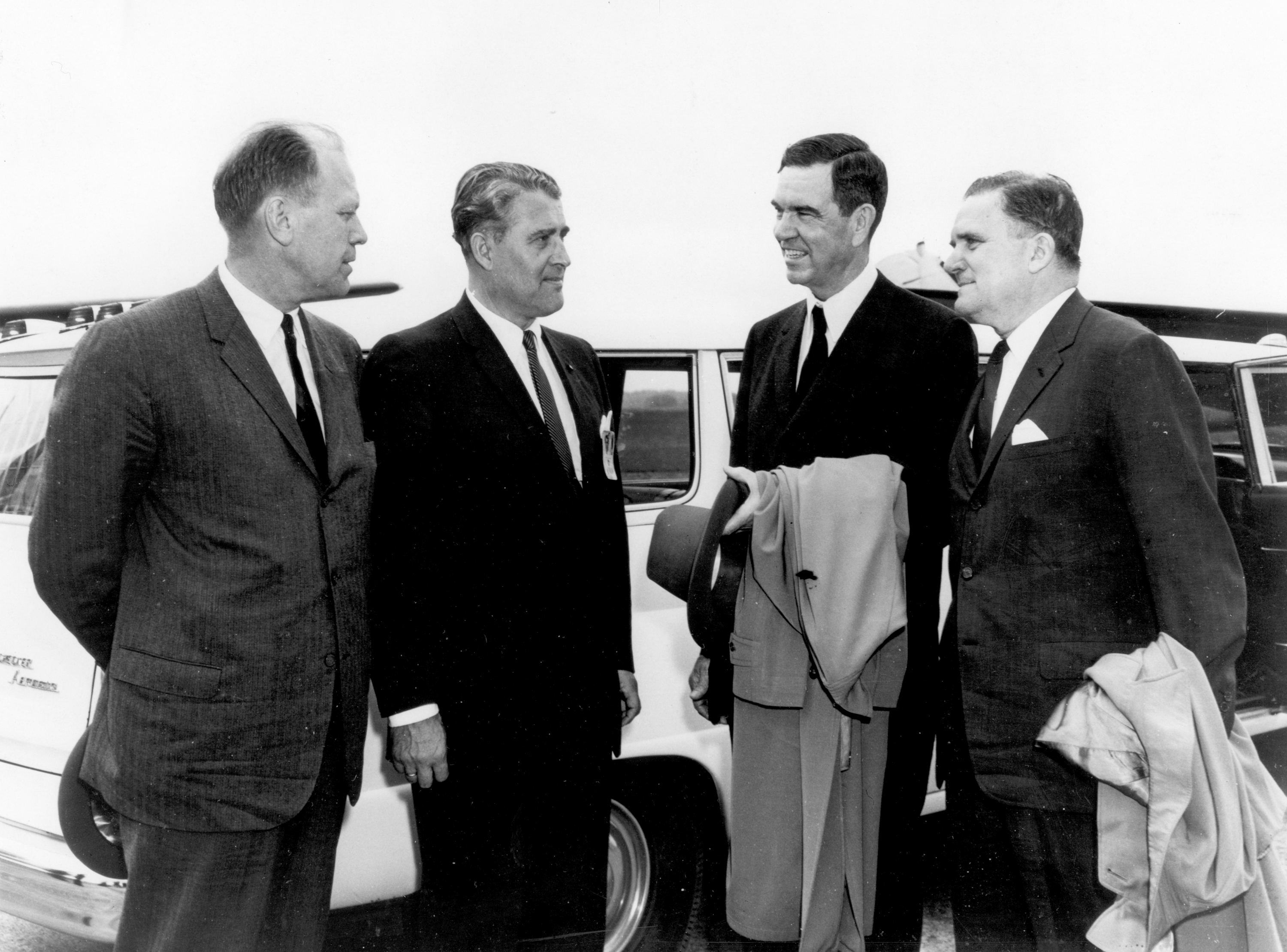
Der Kongressabgeordnete Gerald Ford, MSFC Direktor Wernher von Braun, Kongressabgeordneter George H. Mahon und NASA Administrator James E. Webb bei deinem Besuch des Marshall Space Flight Center am 28. April 1964 anlässlich einer Vorstellung des Saturn-Programms

George Herman Mahon (* 22. September 1900 in Mahon nahe Haynesville, Claiborne Parish, Louisiana; † 19. November 1985 in San Angelo, Texas) war ein US-amerikanischer Politiker (Demokratische Partei). Er vertrat den Bundesstaat Texas als Abgeordneter im US-Repräsentantenhaus.

## Werdegang
George Mahon wurde im September 1900 nahe Haynesville in Louisiana geboren. Danach zog seine Familie nach Texas, wo sie sich auf einer Farm in Loraine, Mitchell County niederließen. Mahon besuchte dort die öffentliche Schule und graduierte 1918 an deren High School. Anschließend besuchte er die Simmons University in Abilene und schloss dort 1924 mit einem Bachelor of Arts ab. Danach machte er 1925 seinen Bachelor of Laws an der University of Texas at Austin. Ferner studierte er auch der University of Minnesota in Minneapolis. Seine Zulassung als Anwalt erhielt er 1925 und eröffnete dann eine Praxis in Colorado. Danach wurde er 1926 als Bezirksstaatsanwalt des Mitchell County gewählt. Anschließend arbeitete er als Bezirksstaatsanwalt des 32. Gerichtsbezirks von Texas zwischen 1927 und 1933.

## Politik
Mahon war Delegierter zu allen Democratic National Conventions zwischen 1936 und 1964. Des Weiteren leitete er zwischen 1964 und 1978 das Smithsonian Institution. Ferner wurde er in den 74. und die 21 nachfolgenden Kongresse gewählt. Seine Amtszeit belief sich vom 3. Januar 1935 bis zum 3. Januar 1979. Er entschloss sich 1978 für den 96. Kongress nicht mehr zu kandidieren. In seiner Amtszeit im Kongress war er Vorsitzender des Committee on Appropriations (88. bis 95. Kongress) und des Joint Committee on Reduction of Federal Expenditures (90. bis 93. Kongress). Des Weiteren verweigerte er 1956 die Unterzeichnung des Southern Manifesto, das sich gegen die Rassenintegration an öffentlichen Einrichtungen aussprach.
George Mahon verstarb am 19. November 1985 in San Angelo. Er wurde auf dem City Cemetery in Loraine beerdigt.